# Тащенак (Мелитопольский район)
Тащенак (укр. Тащенак) — село,
Новенский сельский совет,
Мелитопольский район,
Запорожская область,
Украина.
Код КОАТУУ — 2323081808. Население по переписи 2001 года составляло 120 человек.

## Географическое положение
Село Тащенак находится на правом берегу реки Тащенак, выше по течению на расстоянии в 3 км расположено село Данило-Ивановка, ниже по течению на расстоянии в 7 км расположено село Радивоновка (Акимовский район), на противоположном берегу — село Мирное (Акимовский район).
Рядом проходит автомобильная дорога М-18 (E 105).

## История
После распада СССР инфраструктура села пришла в упадок. Дороги и уличное освещение оказались в неудовлетворительном состоянии. Детский сад в центре села разрушился, сельский клуб был продан на стройматериалы.